# Высокоскоростные железные дороги в Польше
Высокоскоростные железные дороги в Польше — железнодорожная инфраструктура и подвижной состав, обеспечивающий движение скоростных и высокоскоростных поездов со скоростью выше 200 км/час.
В настоящий момент в Польше есть одна высокоскоростная железнодорожная линия (линия №4), открытая ещё 23 декабря 1977 года и считающаяся первой высокоскоростной железнодорожной линией, построенной в Европе. Геометрия линии, железнодорожные пути и стрелочные переводы были построены под скорости в 250 км/ч, но из-за технических проблем поезда могут развивать скорость в 200 км/ч только на двух участках линии (на 143 км из 224 км линии). На 2023 год намечено окончание модернизации линии под первоначально рассчитанную скорость в 250 км/ч. 13 декабря 2020 года после модернизации была повышена скорость до 200 км/ч на части линии №9. Добраться из Варшавы в Гданьск можно за 2 часа 32 минуты, в Гдыню — 2 часа 59 минут, Краков — 2 часа 28 минут, Катовице — 2 часа 34 минуты. Безопасность движения обеспечивается европейской системой управления движением поездов. Из Вроцлава в Познань можно добраться за 1 час 44 минуты.
Также для других скоростных линий планируется приобретение немецких электровозов Siemens EuroSprinter. 
Планируется также построить специальную новую высокоскоростную железнодорожную линию "Z"-формы, которая соединит Варшаву с Вроцлавом и Познанью.